# Мунія бліда
Му́нія бліда (Lonchura pallida) — вид горобцеподібних птахів родини астрильдових (Estrildidae). Мешкає в Індонезії і на Східному Тиморі.

## Опис
Довжина птаха становить 12 см. Голова і горло білі, груди блідо-сіро-коричневі, спина і крила коричневі. Нижні і верхні покривні пера хвоста і стернові пера яскраво-рудувато-коричневі, нижня частина тіла блідо-охристо-оранжева. Самиці і молоді птахи є дещо менш яскравими, ніж самці.

## Поширення і екологія
Бліді мунії мешкають на Сулавесі та на Малих Зондських островах, зокрема на Тиморі. Вони живуть в чагарникових заростях, на луках, на узліссях тропічних лісів, на трав'янистих галявинах, поблизу людських поселень. Зустрічаються на висоті до 1000 м над рівнем моря. Живляться насінням трав, іноді також ягодами, плодами, пагонами і дрібними летючими комахами. Розмножуються протягом всього року, пік гніздування припадає на квітень-травень. Гніздо кулеподібне, діаметром 15 см, робиться зі стебел та інших рослинних волокон. В кладці від 2 до 5 яєць. Інкубаційний період триває 14 днів. Будують гніздо, насиджують яйця і доглядають за пташенятами і самиці, і самці. Пташенята покидають гніздо через 3 тижні після вилуплення, однак батьки продовжують піклуватися про них ще 2 тижні.